# Fuerteventuras flygplats
Fuerteventuras flygplats (IATA: FUE, ICAO: GCFV) (spanska: Aeropuerto de Fuerteventura) är en flygplats på ön Fuerteventura som hör till den spanska ögruppen Kanarieöarna. Flygplatsen är öns enda för reguljärflyg och den kan ta emot stora plan. Den ligger cirka 5 km söder om öns största stad Puerto del Rosario. Det går charterflyg från Sverige, närmare bestämt från Arlanda (Stockholm), Landvetter (Göteborg) och Sturup (Malmö), och även från Kastrup (Köpenhamn), Oslo och Billund till Fuerteventura. Reguljärflyg finns i första hand från Storbritannien, Tyskland och inrikes Spanien